# Banjo-Kazooie: Schraube Locker
Banjo-Kazooie: Schraube Locker (englischer Originaltitel: Banjo-Kazooie: Nuts & Bolts) ist der vierte Teil der Computerspiel-Serie Banjo-Kazooie des Spieleentwicklers Rare. In der Handlung setzt es acht Jahre nach dem Vorgänger Banjo-Tooie ein. Es ist der erste Teil der Serie, der nicht für eine Nintendo-Plattform entwickelt wurde, sondern für die Xbox 360 von Microsoft. Inzwischen ist das Spiel via Xbox Live Arcade auch als Download für Xbox 360 und Xbox One erhältlich.

## Handlung
Die Handlung beginnt acht Jahre nach dem logischen Vorgänger Banjo-Tooie. Der Bär Banjo und der Vogel Kazooie befinden sich mit ihrer Erzfeindin Gruntilda im Streit. Plötzlich taucht ein neuer Charakter mit dem Namen Lord of Games (Kurzform: L.O.G.), der sich selbst als Erschaffer aller Videospiele bezeichnet, auf. Er will den Streit zwischen beiden Parteien beenden und nimmt sie mit in die Stadt Showdown Town, die von ihm selbst erschaffen wurde.
Dort erklärt L.O.G. den Rivalen sein Ziel: Er will den Streit beenden und den Besitzer des Spiral Mountain ermitteln. Dazu sollen Banjo und Kazooie in sechs verschiedenen, von L.O.G. erschaffenden, Welten versuchen, in verschiedenen Minispielen so viele Jiggies (Goldene Puzzleteile) wie möglich zu sammeln, um zum Spiral Mountain zurückkehren zu können. Gruntilda hat die Aufgabe, Banjo und Kazooie daran zu hindern.
Schließlich schaffen die zwei Protagonisten die Rückkehr zum Spiral Mountain, um dort die letzte Aufgabe von L.O.G. zu meistern und Gruntilda im Endkampf erneut zu besiegen.
Das Spiel endet, indem Banjo zum Besitzer des Spiral Mountains erklärt wird und Gruntilda in L.O.G.'s Spielefabrik Strafarbeiten erledigen muss und schwört, sich zu rächen, indem sie ihr eigenes Spiel erschaffen wird.

## Gameplay
In Banjo-Kazooie: Schraube Locker hat sich das Gameplay im Vergleich zu seinen Vorgängern grundlegend verändert. Ein neues Hauptelement sind Fahrzeuge, mit denen der Spieler die verschiedenen Minispiele bewältigen muss. Diese können vor Beginn des Minispiels oder im normalen Spielverlauf zusammengebaut werden oder aus einer Liste vorgefertigter und bereits gebauter Fahrzeuge gewählt werden. In einigen Minispielen wird jedoch ein bestimmtes Fahrzeug vorgegeben.
Diese Fahrzeuge können jedoch auch außerhalb eines Minispiels eingesetzt werden um sich schneller fortzubewegen oder ansonsten schwer erreichbare Stellen zu betreten.
Fahrzeuge werden in Mumbos Motors, einem Ort in Showdown Town, gebaut und bearbeitet. Dies beinhaltet das Anfügen oder Entfernen von Teilen, die erst im Spielverlauf gefunden oder gewonnen werden müssen, das Einstellen von bestimmten Eigenschaften, wie zum Beispiel den Antriebsmodus von Rädern, und das Ändern der Farben der Fahrzeugteile.
Durch eine Physik-Engine wird eine realistische Funktionsweise der Fahrzeuge und der gesamten Spielwelt erzielt, die der Spieler zu seinem Vorteil nutzen kann und muss.
Banjo und Kazooie haben alle ihrer Spezial-Moves verloren. Jedoch kann der Spieler einige der Eigenschaften, wie die Ausdauer der Spielfiguren verbessern.

### Spielwelt
Die Spielwelt von Banjo-Kazooie: Nuts & Bolts besteht aus der realen Welt, zu der die Bereiche Showdown Town und der Spiral Mountain zählen, sowie den von LOG erschaffenen Welten.
In der gesamten Spielwelt trifft der Spieler neben den Hauptfiguren und Gegnern auch auf Non-Player-Charaktere die jedoch für den Spielverlauf keine Rolle spielen.

### Mehrspielermodus
Banjo-Kazooie: Schraube Locker bietet einen Mehrspielermodus. Zum einen besteht die Möglichkeit über Xbox Live mit anderen Spielern zu spielen, zum anderen lokal auf derselben Konsole gegen bis zu drei echte Gegner anzutreten.

## Entwicklung
Banjo-Kazooie: Nuts & Bolts wurde das erste Mal auf der Xbox 360 vorgestellt.
Die Textboxen mit dem Gemurmel anstatt echter Sprachausgabe werden beibehalten, da sie sich als charakteristisches Element in der Serie etabliert haben. Auch die fließende Uminstrumentalisierung der Musikstücke, die aus den früheren Spielen bekannt war, bleibt erhalten. Grant Kirkhope, der Komponist der Musik- und Soundstücke sagte, er werde die Ähnlichkeit zu den alten Musik- und Soundstücken erhalten wollen.

## Wertungen
Banjo-Kazooie: Schraube Locker hat international gute Bewertungen erhalten. Die Rezensionsdatenbank Metacritic aggregiert beispielsweise 71 Rezensionen zu einem Gesamtwert von 79.

„Fahrzeug-basierte Missionen mit einem kreativen Editor und schicken Kulissen sorgen für gute Unterhaltung.“

„Mit teils ziemlich verrückten Fahrzeugen durch die kunterbunten und technisch beeindruckenden Welten zu rasen und zu versuchen, den jeweiligen Streckenrekord zu brechen, das macht richtig Spaß. Noch mehr Laune bringt aber der Fahrzeug-Editor, in dem ihr in bester Lego-Manier im Handumdrehen eigene fahrbare Untersätze zusammenbastelt.“